# Robinson Jeffers
Pour les articles homonymes, voir Jeffers.
John Robinson Jeffers, né le 10 janvier 1887 à Pittsburgh en Pennsylvanie et mort le 20 janvier 1962 à Carmel-by-the-Sea en Californie, est un poète et dramaturge américain. Il est connu pour son œuvre évoquant la beauté de la nature sur la côte californienne et pour son antagonisme envers la société humaine. On le connait également pour ses poèmes courts et il est considéré comme une icône du mouvement écologiste, il a inspiré des poètes comme William Everson, Yvor Winters, Gary Snyder et Robert Hass. Il fut chancelier de l'Academy of American Poets.

## Biographie
Robinson Jeffers est le fils de Dr William Hamilton Jeffers, pasteur presbytérien, professeur d’exégèse biblique et d'histoire biblique au Grand séminaire de théologie à Pittsburg, et d'Annie Robinson Jeffers Tuttle. Il reçoit une éducation classique, fondée sur le grec, le latin et l'étude des écrits bibliques. Pendant que la famille Jeffers séjourne en Europe, Robinson Jeffers fait ses études secondaires dans des internats suisses (Zurich, Genève) et  allemands (Leipzig). En 1902, la famille Jeffers retourne aux États-Unis et Robinson Jeffers s'inscrit au Presbyterian Occidental College de Los Angeles dans l'État de Californie, il y obtient son Bachelor of Arts en 1905. Il s'inscrit aussitôt à l'University of Southern California pour y entreprendre des études de littérature. Il y rencontre Una Call Kuster, qui devient son égérie et qu'il épouse en 1913. Le couple s'installe à Carmel by the sea, à côté de Monterey. Entre-temps, Robinson s'est rendu en Suisse pour y étudier la philosophie, l'histoire, mais aussi la littérature française, espagnole et italienne. De retour en Californie en 1907, il entreprend des études de médecine qu'il ne poursuivra pas, pour enfin finir ses études universitaires en suivant des cours de gestion forestière à l'University of Washington, à Seattle, dans l'État de Washington.
En 1919, Robinson Jeffers construit un cottage sur les falaises qui surplombent le Pacifique entre Carmel by the sea et Big Sur. Son pessimisme envers l'humanité le conduit à se retirer peu à peu de la société et à entrer dans un face à face tragique avec la nature.  
L'inspiration de sa poésie est puisée dans la beauté sauvage de la côte californienne, dans la littérature antique, les tragiques grecs, la philosophie nietzschéenne, le pessimisme schopenhauerien et spenglerien.

## Œuvres

### Poésie
- Flagons and Apples. Los Angeles: Grafton, 1912.
- Californians. New York: Macmillan, 1916.
- Tamar and Other Poems. New York: Peter G. Boyle, 1924.
- Roan Stallion, Tamar, and Other Poems. New York: Boni and Liveright, 1925.
- The Women at Point Sur. New York: Liveright, 1927.
- Cawdor and Other Poems. New York: Liveright, 1928.
- Dear Judas and Other Poems. New York: Liveright, 1929.
- Thurso's Landing and Other Poems. New York: Liveright, 1932.
- Give Your Heart to the Hawks and other Poems. New York: Random House, 1933.
- Solstice and Other Poems. New York: Random House, 1935.
- Such Counsels You Gave To me and Other Poems. New York: Random House, 1937.
- The Selected Poetry of Robinson Jeffers. New York: Random House, 1938.
- Be Angry at the Sun. New York: Random House, 1941.
- Medea. New York: Random House, 1946.
- The Double Axe and Other Poems. New York: Random House, 1948.
- Hungerfield and Other Poems. New York: Random House, 1954.
- The Beginning and the End and Other Poems. New York: Random House, 1963.
- Robinson Jeffers: Selected Poems. New York: Vintage, 1965.
- Stones of the Sur. Stanford: Stanford University Press, 2001.

### Théâtre
- Médée, éd.Random House, 1946, (première à Broadway en 1948).

### Œuvres traduites en français
- Le Dieu sauvage du monde, trad. fr. Matthieu Dumont, préf. Kenneth White, Marseille, Éditions Wildproject, 120 p., 2015  (ISBN 978-2-918490-463) (anthologie).
- Mara, ou Tu peux en vouloir au soleil, trad. fr. Cédric Barnaud, Éditions Unes, 128 p., 2022  (ISBN 978-2-87704-245-1)

## Sources
- (en) Cet article est partiellement ou en totalité issu de l’article de Wikipédia en anglais intitulé « Robinson Jeffers » (voir la liste des auteurs).